# 大学コンソーシアム京都
公益財団法人大学コンソーシアム京都（だいがくコンソーシアムきょうと）とは、日本の京都府京都市周辺に所在する大学によって構成された公益財団法人。
京都駅前のキャンパスプラザ京都に事務局がおかれ、全国の大学連携組織のさきがけとなった団体で、その規模も最大である。
なお、全国の大学連携組織のとりまとめを行う全国大学コンソーシアム協議会の事務局も大学コンソーシアム京都におかれている。
京都市内の私立大学間で単位互換制度を広く実施するため発足した「京都・大学センター」が母体となっており、設立にあたっては自治体の京都市がバックアップをおこなった。
はやくから社会人のための単位取得プラン「京（みやこ）カレッジ（2006年度まではシティー・カレッジ）」や、インターンシップ事業、教職員研修（FD / SD）事業、産学連携事業もおこなっている。
2020年時点で、国立大学法人や行政、財界団体をふくめ54団体が加盟する組織体である。

## 沿革
- 1993年（平成5年）：京都市が「大学のまち・京都21プラン」を策定する。
- 1994年（平成6年）：京都・大学センターが発足し、単位互換を開始する。
- 1995年（平成7年）：FDフォーラムを開始する。
- 1997年（平成9年）：シティーカレッジ（現：京（みやこ）カレッジ）を開始する。
- 1998年（平成10年）：財団法人化。財団法人大学コンソーシアム京都へ改称する。
- 2000年（平成12年）：京都駅前に大学のまち交流センター（通称：キャンパスプラザ京都）が完成し、財団事務局を移転する。京都学生映画祭（現：京都国際学生映画祭）、芸術系大学作品展を開始する。
- 2002年（平成14年）：京都の大学「学び」フォーラムを開始する。
- 2003年（平成15年）：京都学生祭典を開始する。SDフォーラムを開始する。
- 2004年（平成16年）：文部科学省特色ある大学教育プログラム（単位互換）採択。
- 2005年（平成17年）：京都学術研究機構設置、文部科学省特色ある大学教育プログラム採択（インターンシップ）。政策系大学・大学院研究交流大会の開催を開始する。
- 2007年（平成19年）：京（みやこ）カレッジを開始する。
- 2008年（平成20年）：文部科学省戦略的大学連携支援プログラム（FD開発、eラーニング）採択。
- 2009年（平成21年）：文部科学省戦略的大学連携支援プログラム（国際連携プログラム）採択。
- 2010年（平成22年）：公益財団法人として認定される。
- 2011年（平成23年）：シンクタンク事業「未来の京都創造研究事業」を開始する。
- 2012年（平成24年）：高大連携事業「Kyotoカタリ場」を開始する。

## 事業
- 単位互換事業
- 生涯学習事業「京（みやこ）カレッジ」
- インターンシップ事業
- 京都の大学情報コーナー、京都ワンキャンパス
- 実践研究共同教育プログラム
- 高大連携教育フォーラム
- FD（ファカルティ・ディベロップメント）事業
- SD（スタッフ・ディベロップメント）事業
- 京都から発信する政策研究交流大会
- 研究助成事業
- 学まちコラボ事業（大学地域連携・創造支援事業）
- シンクタンク事業（未来の京都創造研究事業）
- 国際連携事業
- 京都地域留学生住宅支援制度
- 京都学生祭典
- 京都国際学生映画祭
- 京都学生芸術普及事業（ArtsBar)
- 全国大学コンソーシアム協議会
- 勤労学生援助会
- キャンパスプラザ京都の管理運営

## 加盟団体
次に示す会員のほかに賛助会員がある。

### 大学
- 大谷大学
- 京都医療科学大学
- 京都外国語大学
- 京都華頂大学
- 京都看護大学
- 京都教育大学
- 京都芸術大学
- 京都光華女子大学
- 京都工芸繊維大学
- 京都産業大学
- 京都女子大学
- 京都市立芸術大学
- 京都精華大学
- 京都先端科学大学
- 京都大学
- 京都橘大学
- 京都ノートルダム女子大学
- 京都美術工芸大学
- 京都府立大学
- 京都府立医科大学
- 京都文教大学
- 京都薬科大学
- 嵯峨美術大学
- 種智院大学
- 成安造形大学
- 同志社大学
- 同志社女子大学
- 花園大学
- 福知山公立大学
- 佛教大学
- 平安女学院大学
- 明治国際医療大学
- 立命館大学
- 龍谷大学
- 大阪医科薬科大学
- 京都情報大学院大学
- 放送大学京都学習センター

### 短期大学
- 池坊短期大学
- 大谷大学短期大学部
- 華頂短期大学
- 京都外国語短期大学
- 京都経済短期大学
- 京都光華女子大学短期大学部
- 京都西山短期大学
- 京都文教短期大学
- 嵯峨美術短期大学
- 平安女学院大学短期大学部
- 龍谷大学短期大学部

### その他団体
- 京都府
- 京都市
- 京都商工会議所
- 京都経営者協会
- 京都経済同友会
- 京都工業会